# Noel Serault
Noel Serault (geboren vor 1671; gestorben nach 1674) war ein französischer Kupferstecher.

## Leben und Werk

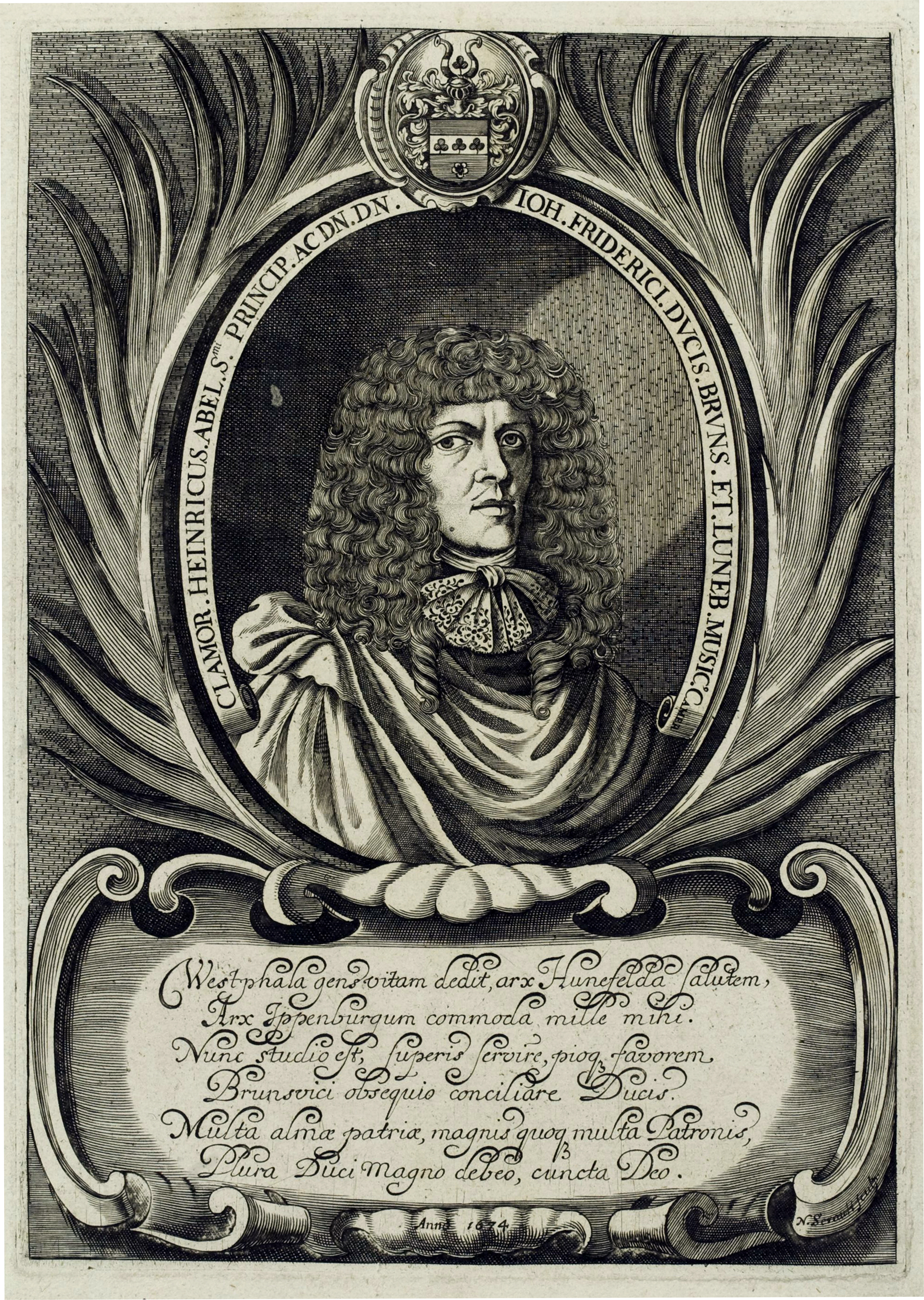
Porträt des „Clamor. Heinricus. Abel.“; „Anno 1674“ datierter barocker Kupferstich mit der Künstlersignatur von „N. Serault“

Laut dem 1779 von Johann Rudolf Füssli herausgegebenen Allgemeinen Künstlerlexikon ... stand der unter dem Namen N. Serault bekannte Kupferstecher „um 1674“ in der Blütezeit seines Schaffens:
- „Anno 1674“ datiert der in der Porträtsammlung der Herzog-August-Bibliothek in Wolfenbüttel befindliche Stich Seraults im Stil des Barock mit einem Brustbild des Komponisten und Musikers Clamor Heinrich Abel.[2]
- 1676 datiert ein von Serault geschaffener Stich mit Brustbild des Herzogs Johann Friedrich von Braunschweig-Calenberg, den die Bibliothèque nationale de France Anfang des 20. Jahrhunderts in ihrer Sammlung von Porträt-Grafiken erfasste.[4]